# Salvinials
Les salvinials (Salviniales, abans conegudes com a Hydropteridales i incloent l'antic ordre de les Marsileales) són un ordre de falgueres  aquàtiques, amb un aspecte força diferent de les altres falgueres. Inclou entre prop de 100-150 espècies, segons les fonts, la gran majoria d'elles de les Marsileàcies. Hi ha espècies pràcticament a tot el món, amb una certa preferència per climes temperats i càlids
Són plantes aquàtiques i difereixen de la resta de les falgueres per ésser heterospòriques, és a dir que produeixen dos tipus d'espores (megàspores i micròspores) que donen lloc a dos diferents tipus de gametòfits, femella i mascle  respectivament.

## Descripció
Les salvinials són totes aquàtiques i es diferencien de la resta de falgueres per ser heterospòriques i perquè els seus gametòfits (la generació més reduïda de tots els pteridòfits) són endospòrics, és a dir, no creixen mai fora de la paret de l'espora i no poden arribar a ser més grans que les espores. Els megasporangis produeixen cadascun una única megàspora. L’heterospòria, que també apareix en algun altre grup de falgueres (tant actuals com fòssils), és un caràcter compartit amb els espermatòfits que serien la darrera evolució de les plantes heterospòriques.
Les fulles fèrtils i estèrils de l'esporòfit són de formes molt diferents, i presenten una nervació típicament anastomosant (els nervis es comuniquen entre ells a diferents nivells creant una xarxa continua en comptes d’un sistema divergent i ramificat). També és freqüent la presència d’un tipus especial de teixit esponjós (que facilita l’intercanvi de gasos en espècies de vida aquàtica), l’aerènquima, a les arrels, els brots i els pecíols.
Les plantes d'aquest ordre no semblen falgueres però els estudis moleculars han mostrat el seu parentiu. N'hi ha dos tipus diferents: Les espècies de la família de les Salviniàcies són flotants, mentre que les de la família Marsileàcies estan arrelades al fons. Tanmateix, les espècies flotants poden créixer temporalment al fang humit durant les èpoques de sequera, i les Marsileàcies poden créixer com a espècies emergents o submergides, depenent de l'espècie i la ubicació.
Hydropteris és un conegut membre fòssil d'aquest ordre que donava nom al grup tradicional de les falgueres aquàtiques: les Hidropteridals

## Taxonomia
En la classificació filogenètica molecular de Smith et al. (2006), les Salvinials es van col·locar dins de les falgueres leptosporangiades, classe Polypodiopsida i es van reconèixer dues famílies: Marsileàcies i Salviniàcies .  Més tradicionalment s’havia proposat una família pròpia per als representants del gènere Azolla (les Azol·làcies), però els estudis moleculars semblen desaconsellar-ho. Aquest mateix criteri s’ha anat imposant en treballs posteriors, col·locant les Salvinials dins de les Polipòdides, fins a les classificacions de Christenhusz i Chase (2014) i PPG I (2016).
Al diagrama següent es mostren les probables relacions filogenètiques entre les dues famílies i els cinc gèneres que s'hi han descrit tradicionalment.
|  | Marsilea |
|  |          |

|  | Pilularia    |
|  |              |
|  | Regnellidium |
|  |              |

|  | Marsilea |
|  |          |

|  | Pilularia    |
|  |              |
|  | Regnellidium |
|  |              |

|  | \| \| Azolla \| \| \| \| \| \| Salvinia \| \| \| \| |
|  |                                                     |
|  | Azolla                                              |
|  |                                                     |
|  | Salvinia                                            |
|  |                                                     |

|  | Azolla   |
|  |          |
|  | Salvinia |
|  |          |

|  | Marsilea |
|  |          |

|  | Pilularia    |
|  |              |
|  | Regnellidium |
|  |              |

|  | Marsilea |
|  |          |

|  | Pilularia    |
|  |              |
|  | Regnellidium |
|  |              |

|  | \| \| Azolla \| \| \| \| \| \| Salvinia \| \| \| \| |
|  |                                                     |
|  | Azolla                                              |
|  |                                                     |
|  | Salvinia                                            |
|  |                                                     |

|  | Azolla   |
|  |          |
|  | Salvinia |
|  |          |

## Espècies dels Països Catalans
Als Països Catalans viuen només aquestes cinc espècies de salvinials, totes elles bastant rares, en aiguamolls, terrenys inundats i llacunes litorals:
- Marsilea quadrifolia
- Marsilea strigosa
- Salvinia natans
- Azolla caroliniana
- Azolla filiculoides